# Culture Club
Culture Club é uma banda inglesa que foi formada em 1981. A banda era composta por Boy George (vocalista principal), Roy Hay (guitarra elétrica e teclados), Mikey Craig (baixo) e Jon Moss (bateria e percussão). A banda é considerada um dos grupos mais representativos e influentes da década de 1980. Culture Club vendeu mais de 50 milhões de cópias em todo o mundo.
A banda teve vários sucessos internacionais com músicas como "Do You Really Want to Hurt Me","Love Is Love", "Time (Clock of the Heart)", "Church of the Poison Mind", "Karma Chameleon", "Victims", "It's a Miracle", "The War Song", "Move Away", and "I Just Wanna Be Loved".
O estilo andrógino de vestir de Boy George chamou a atenção do público e da mídia. O grupo, apoiantes do gênero synthpop, fez inúmeras incursões no reggae e mostrou uma forte propensão para o subgênero das baladas.
O segundo álbum, Colour by Numbers, vendeu mais de 10 milhões de cópias em todo o mundo. Ele apareceu na lista da revista Rolling Stone dos 100 melhores álbuns da década de 1980 e também está incluído no livro 1001 Albums You Must Hear Before You Die. Dez dos seus singles chegaram ao Top 40 dos Estados Unidos, onde estão associados à Segunda Invasão Britânica de grupos de new wave que se tornaram populares nos EUA devido ao canal de música MTV. A música do Culture Club combina a new wave britânica e o soul americano com o reggae jamaicano e também outros estilos como calypso, salsa e country.
Em 1984, Culture Club conquistou o Brit Award para Melhor Grupo Britânico, o Melhor single britânico ("Karma Chameleon") e o Grammy Award for Best New Artist. Eles foram nomeados no mesmo ano para o Grammy Award para Pop Vocal por Grupo ou Duo, mas a banda de rock inglesa The Police ganhou o prêmio. A banda também foi nomeada para um Prêmio Juno canadense para Álbum Internacional do Ano. Em janeiro de 1985, Culture Club foi nomeado para o American Music Award nas categorias Favorite Pop/Rock Band/Duo/Group Video Artist, em setembro de 1985, foram nomeados para dois MTV Video Music Awards para Melhores Efeitos Especiais e Melhor Direção de Arte para seus Vídeo It's a Miracle.
Em 1987, eles receberam outra nomeação para um American Music Award para Pop/Rock Band /Duo /Group Video Artist, no Reino Unido, eles reuniram doze Top 40 hit singles entre 1982 e 1999, incluindo os números "Do You Really Want to Hurt Me "e" Karma Chameleon ", sendo este o single mais vendido de 1983, e liderou o US Billboard Hot 100 em 1984." Time (Clock of the Heart) "está incluído no Rock and Roll Hall of Fame's Lista de 500 músicas que moldaram rock and roll.

## História
O cantor britânico Boy George e o  baixista Michael Craig formaram em 1982 o grupo In Praise Of Lemmings, que mudou em seguida  o nome para Sex Gang Children. O nome exótico rendeu-lhes a acusação de pedofilia, o que levou a troca do nome do grupo para Culture Club. Assinando com a gravadora Virgin, lançaram o primeiro single, "White Boy", seguido por "I’m Afraid Of Me", mas o sucesso veio realmente com "Do You Really Want To Hurt Me". O primeiro álbum da banda, "Kissing To Be Clever", tornou-se um grande sucesso.
O Culture Club foi um dos integrantes do movimento "New Romantic" ao lado de Duran Duran e Visage. No entanto, os conflitos entre os integrantes do grupo e os problemas de Boy George com drogas levaram à separação do grupo. Em 1986, Boy George é preso por porte de drogas, e o tecladista Michael Rudetsky é encontrado morto por overdose de heroína na casa de Boy George.
Boy George é  internado em uma clínica para tratar sua dependência e retorna em 1987, iniciando sua carreira solo com o álbum "Sold". A banda só voltaria a se reunir em 1998 para gravar o CD  "Greatest Hits" no programa Storytellers, do canal a cabo americano VH1. Em 1999, a banda se reuniu para gravar e lançar o CD "Don't Mind If I Do", que contém a canção "I Just Wanna Be Loved", e chegaram a realizar uma turnê na Inglaterra e nos Estados Unidos. Em 2002 a banda gravou seu segundo DVD ao vivo.
Recentemente, Mikey Craig e Jon Moss decidiram reativar o Culture Club com novos membros no lugar de Boy George e Roy Hay: o cantor de 29 anos Sam Butcher e Phil Pickett, tecladista que acompanhava a banda em suas turnês e escreveu algumas das músicas do grupo em sua formação original. Boy George foi chamado para este retorno, mas se recusou e chegou a criticar publicamente o novo vocalista que a banda escolheu para substituí-lo. Em 2014 Boy George decide voltar com a Culture Club para fazer uma turne , mas acaba cancelando por causa de um pólipo na garganta. No começo de 2015 a banda lançará seu novo disco com o título Tribes.

## Discografia

### Álbuns de estúdio
- 1982 - Kissing to Be Clever
- 1983 - Colour by Numbers
- 1984 - Waking Up with the House on Fire
- 1986 - From Luxury to Heartache
- 1999 - Don't Mind If I Do

### Coletâneas
1987 - This Time: The First Four Years (Twelve Worldwide Hits)
- 1993 - At Worst... The Best of Boy George and Culture Club
- 1997 - Culture Club Collect – 12" Mixes Plus
- 1998 - Greatest Moments - VH1 Storytellers Live